# 周冕 (翰林)
周冕（?—?），字得中，明朝湖廣等處承宣布政使司永州府道州（今湖南道县）人，周敦颐十二代孙。
北宋熙宁年间，周敦颐葬母江州，子孙于是定居庐山莲花峰下。景泰七年（1456年），明代宗授任周冕翰林院五经博士，子孙世袭，为衍圣公之下奉祀颜曾思孟仲周张邵程朱等先圣先贤的翰林院五经博士之一。周冕还乡以奉祀周敦颐。周冕去世后，其子周绣麟袭任翰林院五经博士。

## 后裔
- 周冕
  - 周绣麟
    - 周道
      - 周联芳
        - 周济

      - （周某）
        - 周汝忠
          - 周莲应